# Bătălia de la Șelimbăr
     Forțele conduse de Mihai Viteazul
     Forțele conduse de Andrei Báthory

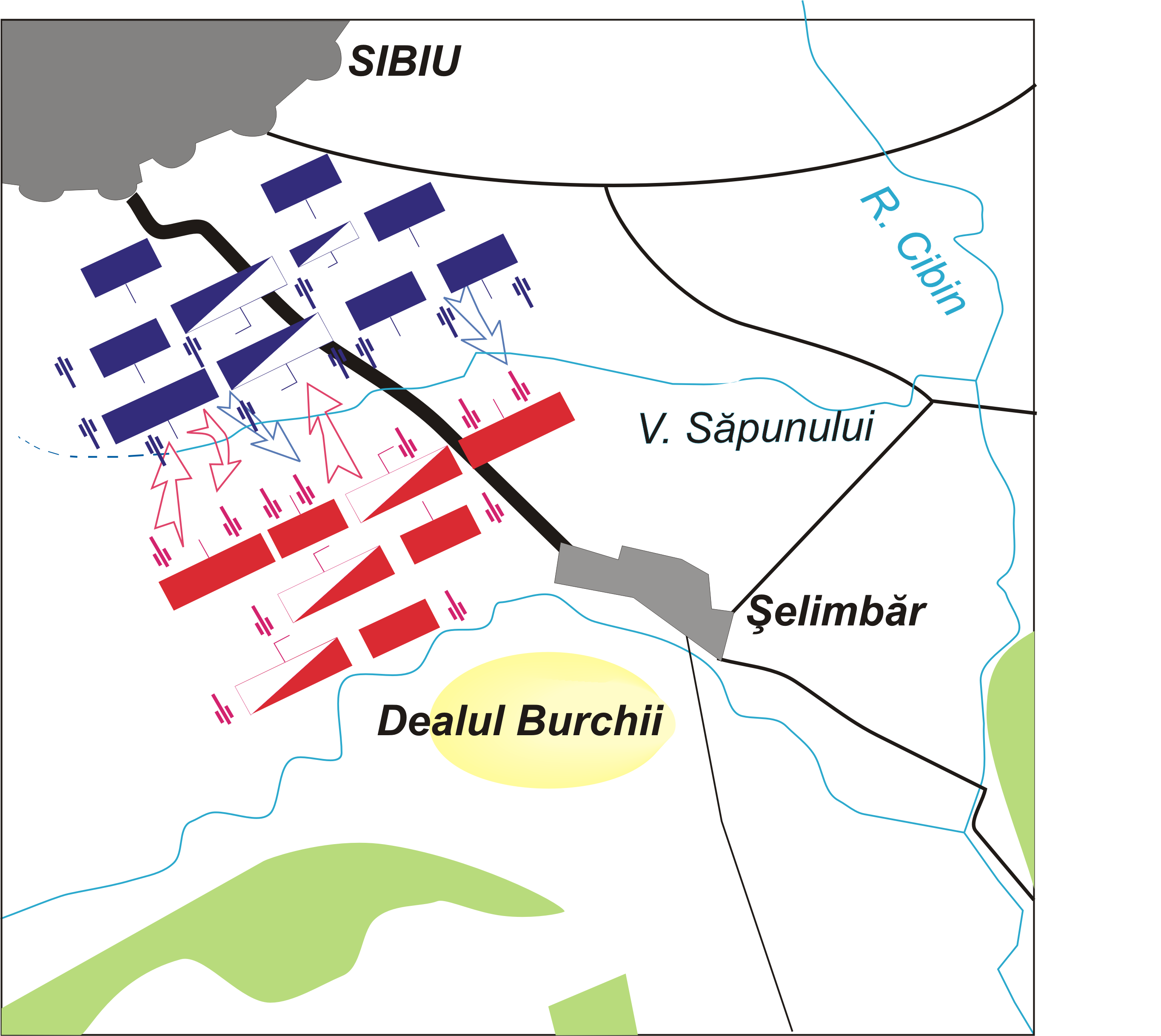
Prima fază a bătăliei de la Șelimbăr
Forțele conduse de Mihai Viteazul
Forțele conduse de Andrei Báthory

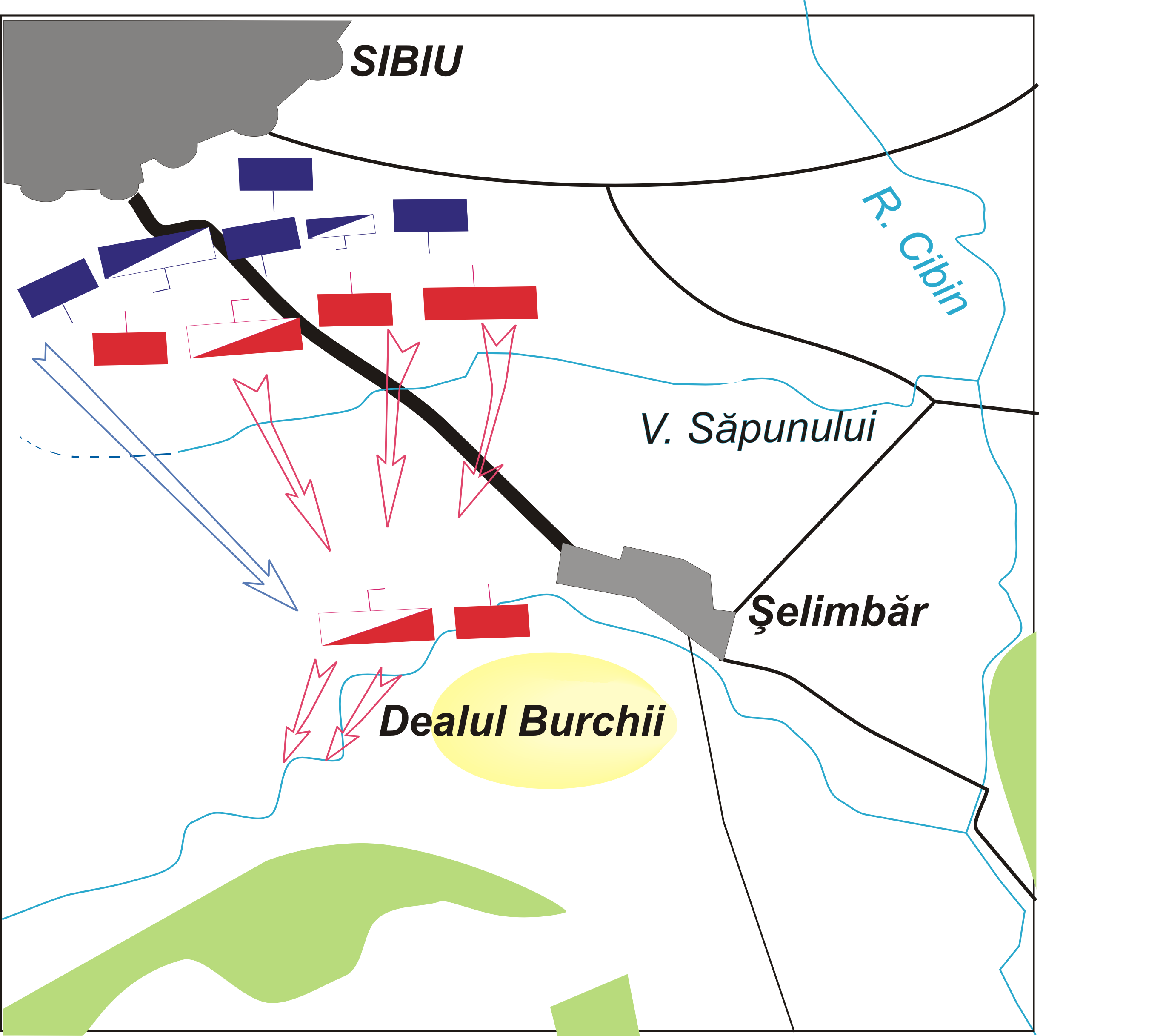
A doua fază a bătăliei de la Şelimbăr

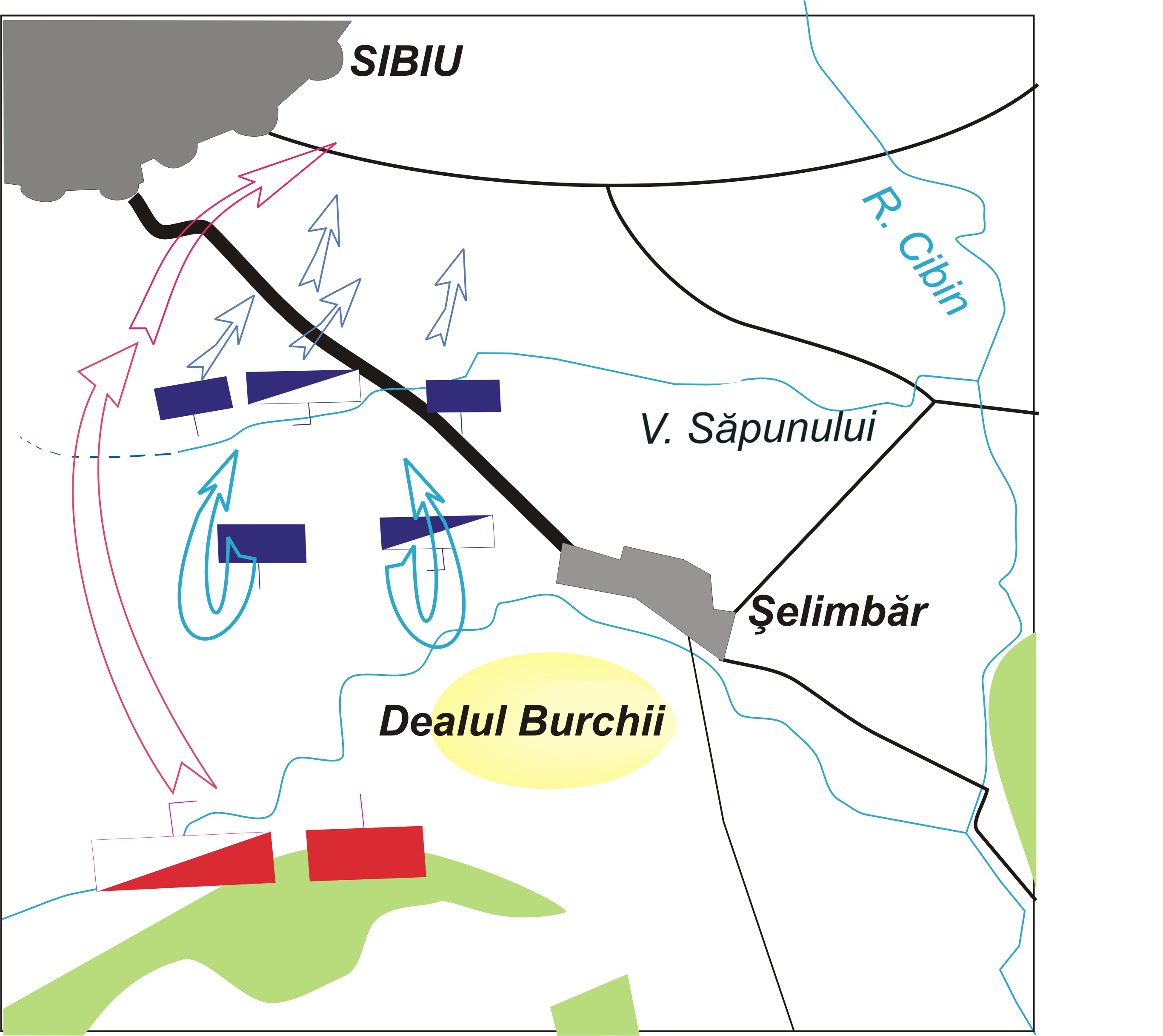
A treia fază a bătăliei de la Şelimbăr

Bătălia de la Șelimbăr (germană Schellenberg) a avut loc pe 28 octombrie 1599 și s-a dat între oastea Țării Românești condusă de Mihai Viteazul și oastea Transilvaniei condusă de cardinalul Andrei Báthory. Bătălia s-a terminat cu victoria clară a armatei condusă de Mihai Viteazul care și-a deschis astfel drumul spre cetatea Alba Iulia, unde a înfăptuit prima unire a Transilvaniei cu Țara Românească.

## Situația premergătoare
Chiar dacă alianța (din 27 mai 1595) a voievodului Mihai cu Sigismund Báthory era clară, acesta din urmă dăruindu-i la 6 ianuarie 1597 castelul și domeniul Buia, format din 14 comune, toate în județul Sibiu, domeniul Sona din județul Alba și dreptul de a construi în Bălgrad (Alba Iulia), lângă cetate, o mânăstire, care a și fost ridicată în acel an, relațiile dintre cei doi s-au deteriorat de-a lungul timpului.
În 1597 se produseseră schimbări însemnate în Transilvania. Sigismund Báthory i-a făcut o vizită împăratului Rudolf al II-lea la Praga. A fost încheiat un tratat bilateral, în baza căruia Báthory ceda imperiului Transilvania în schimbul ducatelor Oppeln (Opole) și Ratibor (Racibórz) din Silezia. Schimbul dădea posibilitate Austriei să-și extindă influența asupra creștinilor din Imperiul Otoman. Situația l-a determinat pe Mihai Viteazul să reflecteze asupra alianței cu Báthory și să decidă încheierea la rândul său a unui tratat mai favorabil cu împăratul Germaniei, la 9 iunie 1598 la Mănăstirea Dealu. Preambulul tratatului prevedea că Mihai recunoștea suzeranitatea Habsburgilor asupra Țării Românești, împăratul obligându-se să țină pe socoteala sa 5000 de mercenari pe lângă Mihai, voievodul rămânând domn pe viață și cu drept ereditar în familia lui. Obiceiurile și autonomia țării urmau să rămână intacte, neschimbate, nu se prevedea plata vreunui tribut, iar solii români urmau să fie primiți la curtea imperială cu toate onorurile. Sigismund Báthory, fire schimbătoare și indecisă, și-a dat seama că ducatele sileziene nu făceau cât Transilvania și, în august 1598, s-a reîntors la vechea lui stăpânire, după care i-a expulzat pe reprezentanții împăratului Rudolf.
Revenit în Ardeal, Sigismund Báthory l-a chemat din Polonia pe vărul său Andrei Báthory, care era cardinal. I-a cedat acestuia tronul principatului Transilvania, iar Dieta Transilvaniei l-a recunoscut pe cardinal în aprilie 1599 ca principe.

## Bătălia
Schimbarea lui Sigismund Báthory era cu totul defavorabilă lui Mihai, Andrei Báthory fiind inamicul lui Rudolf al II-lea, împăratul nemaiavând drepturi în Transilvania. Luându-și măsuri de siguranță spre Dunăre și Moldova, Mihai a început înaintarea spre Transilvania. În câteva zile, Mihai obținu sprijinul sașilor brașoveni. A continuat marșul din Prejmer, prin Codlea, Făgăraș și satele din Țara Făgărașului, ajungând la Tălmaciu la 25 octombrie. Armata sa, întregită cu grupul secundar condus de Radu Buzescu și Banul Udrea, înainta spre Sibiu, așezându-și tabăra la Veștem în ziua de 26 octombrie. Sperând tergiversarea bătăliei, pentru a primi întăriri, cardinalul Báthory își stabili tabăra la nord de cetatea Sibiului, pe malul stâng al Cibinului. La 28 octombrie, dimineața, Mihai Viteazul înainta spre Sibiu.
Andrei Báthory, depășit și luat prin surprindere de pregătirile militare ale lui Mihai, fu nevoit să-și dispună oastea (circa 16000 de oameni) într-un loc defavorabil, între zonele Lazarett și Exerzierplatz, având în spate bălțile Cibinului, folosite la apărarea cetății Sibiului, pe laturile de sud și est.
Bătălia începu la ora nouă cu un schimb intens de focuri de artilerie. Cele 18 tunuri ale lui Mihai, deși amplasate dominant, au avut inițial un tir greșit. Artileria cardinalului, superioară numeric (circa 40-50 de tunuri) a ripostat foarte puternic. În finalul pregătirii artileriei, un nobil de origine română, Daniel Zalaschi, trecu de partea armatei lui Mihai, făcându-i cunoscută poziția dispozitivului inamic. Atacul l-a dat Mihai Viteazul pe flancul stâng, grupul de oaste al lui Baba Novac încercând să scindeze oastea cardinalului. În ciocnire căzu Ștefan Lazăr, comandantul flancului cardinalului. Gáspár Kornis, comandantul locotenent al oștii cardinalului reuși să-l respingă pe Baba Novac. Mihai reluă atacul cu partea centrală a oștirii sale, formată din mercenari unguri și secui de sub comanda lui Gheorghe Makó. Aceștia pătrunseră în dispozitivul inamic, lărgind flancurile spărturii și acționând atât în sprijinul lui Baba Novac, cât și împotriva lui Moise Székely, reușind să respingă dreapta și centrul oștirii transilvănene. Profitând de succes, voievodul român își întări trupele din centru cu escadroane de sârbi, cazaci și moldoveni și l-a angajat în bătălie și pe aga Lecca. Linia întâi a lui Gáspár Kornis fu străpunsă, soarta bătăliei înclinându-se de partea lui Mihai Viteazul.
În jurul orei 15, armata principelui cardinal Andrei Báthory, rămasă fără comandant și atacată din flanc, s-a dezorganizat și a intrat în derută. Dezastrul fu aproape total. Apărătorii sași ai cetății Sibiu urmărind cu atenție, de pe creneluri, desfășurarea bătăliei, au salvat 350 de ostași sași care făceau parte din oastea cardinalului, trăgându-i cu funiile, peste ziduri, în interiorul cetății.

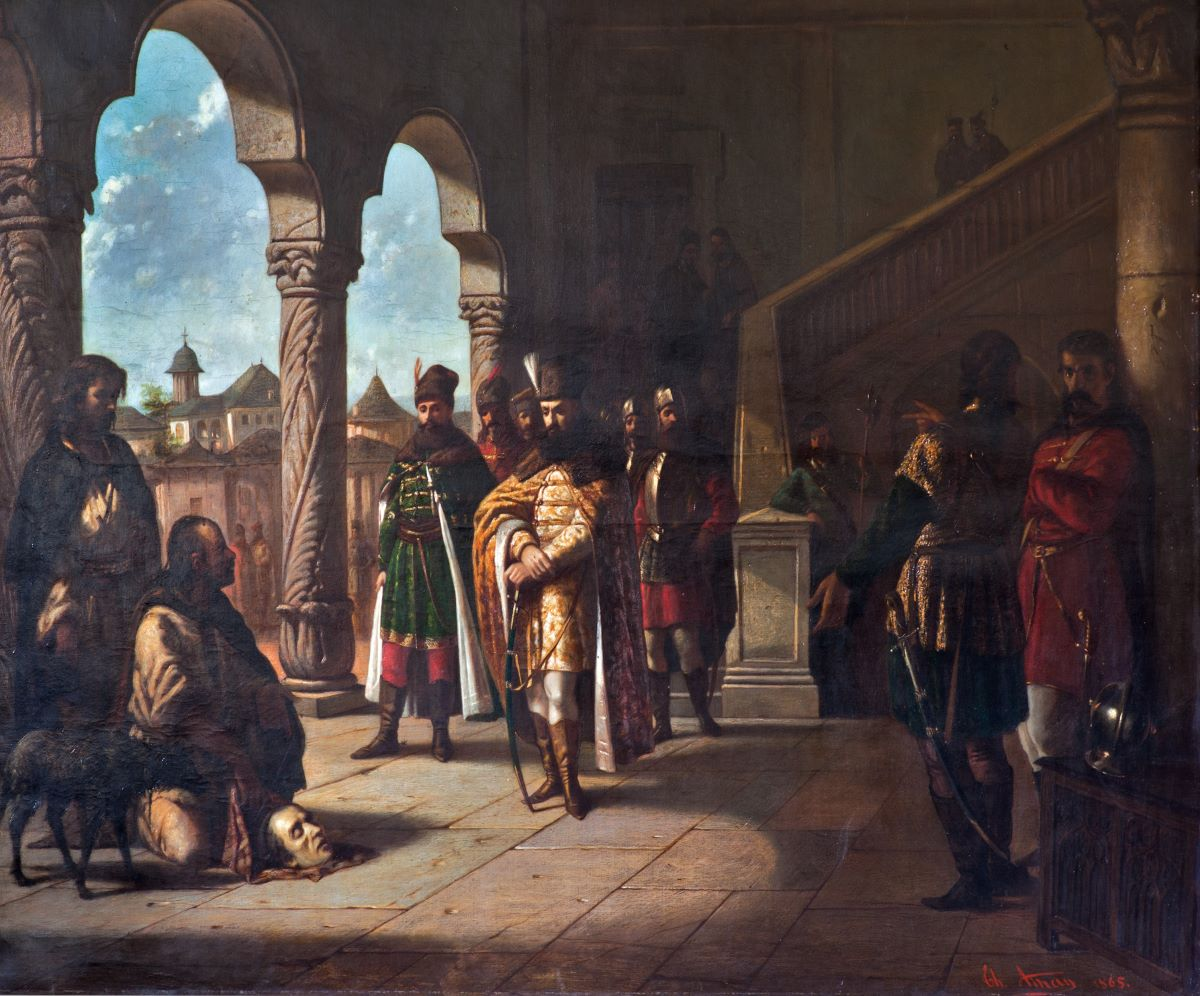
Secui prezentând capul cardinalului Andrei Báthory. Pictură de Theodor Aman

## Urmări
Bilanțul bătăliei a fost impresionant: din rândurile oștirii transilvănene au căzut peste 3000 de oameni, alții 1000 fiind răniți și prizonieri. Pierderile armatei lui Mihai Viteazul au fost de asemenea mari, trupurile celor căzuți, din ambele tabere, fiind adunate de locuitorii Sibiului și depuse într-o groapă comună. Locul înhumării se cheamă și astăzi „Movila lui Mihai”.
Seara, Mihai Viteazul a ordonat urmărirea pâlcurilor de soldați, pentru a-i împiedica să se regrupeze și să creeze probleme. Cardinalul Báthory fugi cu destinația Moldova, însă pe drum, în munți, a fost capturat de secui, care l-au decapitat la 31 octombrie. Capul cardinalului i-a fost dus lui Mihai Viteazul.

## Troița din lemn

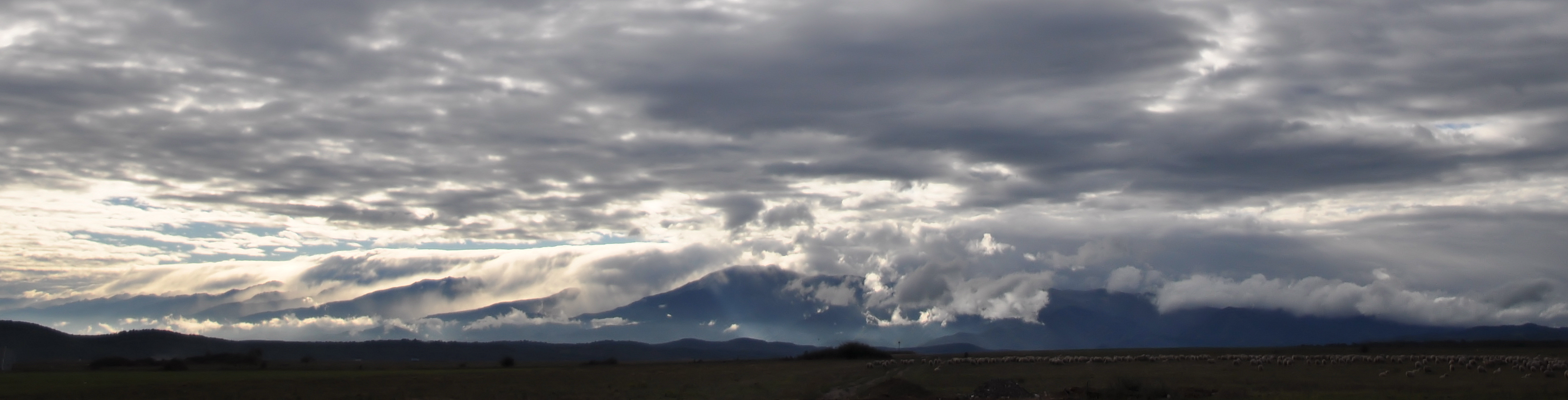
Câmpul de luptă din dreptul Șelimbărului. Se poate observa troița din lemn în centru. Vedere dinspre Sibiu.

În cinstea victoriei de la Șelimbăr s-a ridicat în anul 1925 o troiță din lemn pe acest câmp de luptă, la „Movila lui Mihai”. Ulterior, în anul 1988 troița din lemn a fost refăcută de Ioan Cozma mai impunătoare, fiind vizibilă de la mare distanță. Troița poate fi observată pe partea stângă a DN1 (E68), la intrarea în orașul Sibiu.